# SN 2007nk
SN 2007nk – supernowa typu Ia odkryta 13 października 2007 roku w galaktyce A032056+0103. W momencie odkrycia miała maksymalną jasność 21,50m.